# پردازش زبان در مغز

ناحیه‌های بروکا و ورنیکه

پردازش زبان به روش استفاده از کلمات برای برقراری ارتباط میان انسان‌ها و چگونگی انتقال ایده‌ها و احساسات از طریق زبان گفته می‌شود. سؤال اساسی چگونگی پردازش و درک چنین ارتباطی در مغز است. پردازش گفتار به این مقوله می‌پردازد که مغز چگونه زبان را خلق می‌کند، و چگونه آن را می‌فهمد. تازه‌ترین نظریه‌ها چنین بیان می‌کنند که فرایند خلق و فهم زبان به‌طور کامل در داخل مغز شکل می‌گیرد.
مطالعات نشان داده‌اند که بسیاری از پردازش‌های مورد نیاز برای فهم و خلق زبان در قشر مخ انجام می‌شود. در پردازش زبان در قشر مغز، بازنشانی نمادها عملکردی ضروری است. با وجود آن که زبان در اشکال مختلف وجود دارد، همه آن‌ها مبتنی بر این بازنشانی نمادها هستند.

## ساختار عصبی بسترساز در پردازش زبان
بسیاری از توابع پردازش گفتار در چندین ناحیهٔ منسوب گر رخ می‌دهند و به‌طور خاص دو ناحیه ورنیکه و بروکا مشخصا نقشی حیاتی را در برقراری ارتباط بر عهده دارند. این مناطق معمولاً در نیمکرهٔ غالب (نیمکره چپ در ۹۷ درصد از مردم) قرار دارند و به عنوان مهم‌ترین مناطق برای پردازش زبان شناخته شده‌اند. به همین خاطر است که زبان به عنوان یک پردازش متمرکز محلی که در یک نیمکره اتفاق می‌افتد در نظر گرفته می‌شود.
با این وجود نیمکرهٔ غیر غالب مغز هم تا حدودی در این عمل شناختی نقش دارد و میزان تأثیرگذاری نیم کرهٔ غیر غالب هنوز مورد بحث است.